# Un profil pour deux
Pour plus de détails, voir Fiche technique et Distribution.
Un profil pour deux est une comédie romantique franco-germano-belge réalisée par Stéphane Robelin, sortie en 2017.

## Synopsis
Alex, trentenaire et chômeur, donne des cours d'informatique à Pierre, octogénaire, qui décide alors de s'inscrire sur un site de rencontre, mais avec la photo de son jeune professeur et en se rajeunissant de cinquante ans.
Pierre, qui ne se remet pas de la mort de son épouse voici deux ans, ignore qu'Alex est le compagnon  de sa petite-fille.
Pierre va séduire à distance une jeune kinésithérapeute de  Bruxelles, et va obliger Alex à jouer son rôle pour le premier rendez-vous. Or c'est le coup de foudre entre Alex et la jeune femme...

## Fiche technique
- Titre : Un profil pour deux
- Réalisation : Stéphane Robelin
- Scénario : Stéphane Robelin
- Musique : Vladimir Cosma
- Supervision musicale : Klaus Maeck
- Montage : Patrick Wilfert
- Photographie : Priscila Guedes
- Décors : Alain-Pascal Housiaux et Patrick Dechesne
- Costumes : Petra Fassbender
- Producteur : Christophe Bruncher et Fabian Gasmia
  - Coproducteur : Gaetan David et André Logie
- Production : Ici et Là Productions, Detailfilm, La Compagnie Cinématographique et Panache Productions
  - Coproduction : Orange Studio, RTBF, Voo et Be TV
- Distribution : Memento Films International et La Belle Company
- Pays :  France -  Allemagne -  Belgique
- Durée : 100 minutes
- Dates de sortie :
  - France :
    - 19 janvier 2017 (Festival international du film de comédie de l'Alpe d'Huez)
    - 12 avril 2017 (en salles)

  - Belgique :
    - 17 février 2017 (Festival international du film d'amour de Mons)
    - 18 avril 2017 (en salles)

## Distribution
- Pierre Richard : Pierre Stein
- Yaniss Lespert : Alex
- Fanny Valette : Flora
- Stéphane Bissot : Sylvie
- Stéphanie Crayencour : Juliette
- Gustave Kervern : Bernard
- Macha Méril : Marie
- Pierre Kiwitt : David
- Arthur Defays : Simon
- Philippe Chaine : le producteur
- Anna Bederke : Madeleine

## Distinctions
- Grand Prix Hydro-Québec 2017, Festival du cinéma international en Abitibi-Témiscamingue